# پل گبرآباد
پل گبرآباد مربوط به دوره صفوی است و در شهرستان کاشان، بخش مرکزی، روستای گبر آباد واقع شده و این اثر در تاریخ ۳۰ تیر ۱۳۸۴ با شمارهٔ ثبت ۱۲۲۳۴ به‌عنوان یکی از آثار ملی ایران به ثبت رسیده است.